# Stauntonia conspicua
Stauntonia conspicua là một loài thực vật có hoa trong họ Lardizabalaceae. Loài này được R.H. Chang miêu tả khoa học đầu tiên năm 1987.